# Соль Ін А
Соль Ін А (кор. 설인아) — південнокорейська акторка.

## Біографія
Соль Ін А народилася 3 січня 1996 році в південнокорейському місті Сувон що є південним передмістям столиці. Свою акторську кар'єру вона розпочала у 2015 році з епізодичної ролі в серіалі «Продюсери». Першою головною роллю в кар'єрі Ін А стала роль в мелодраматичному серіалі «Завтра знову сонячно» 2018 року, у тому ж році вона стала однією з учасниць популярного розважального шоу «Закон джунглів». Восени 2019 року відбулася прем'єра драматичного серіалу «Прекрасне кохання, чудове життя» головну роль в якому зіграла Ін А.

## Фільмографія

### Телевізійні серіали
| Рік       | Назва                             | Роль                          | Мережа |
| --------- | --------------------------------- | ----------------------------- | ------ |
| 2015      | «Продюсери»                       | анті-фанатка Сінді (10 серія) | KBS2   |
| 2016      | «Квітка у в'язниці»               | придворна дама Хан            | MBC    |
| 2017      | «Сильна жінка То Бон Сун»         | Чо Хї Чі                      | JTBC   |
| 2017      | «Школа 2017»                      | Хон Нам Чжу                   | KBS2   |
| 2018      | «Завтра знову сонячно»            | Кан Ха Ню / Хан Су Чон        | KBS1   |
| 2019      | «Спеціальний інспектор праці»     | Ко Маль Сук                   | MBC    |
| 2019–2020 | «Прекрасне кохання, чудове життя» | Кім Чон А                     | KBS2   |
| 2020      | «Записи юності»                   | Чон Чі А (камео)              | tvN    |
| 2020-2021 | «Містер Королева»                 | Чо Хва Чжін                   | tvN    |
| 2022      | «Ділова пропозиція»               | Чін Йон Со                    | SBS    |
| 2023      | «Оаза»                            | О Чон Сін                     | KBS2   |

### Фільми
| Рік  | Назва                    | Роль       |
| ---- | ------------------------ | ---------- |
| 2017 | «Заплющені очі»          | Пак Мі Рім |
| 2022 | «Надзвичайна декларація» | Те Ин      |
| 2023 | «Покохай мій аромат»     | А Ра       |

### Шоу
- 2017—2019 — «Секція ТБ» (ведуча[4])
- 2018 — «Закон джунглів: Мексика»[en] (учасниця, 314—320 епізоди[2])

## Нагороди
| Рік  | Нагорода                     | Категорія                                                                           | Робота                            | Результат | Прим.        |
| ---- | ---------------------------- | ----------------------------------------------------------------------------------- | --------------------------------- | --------- | ------------ |
| 2017 | 17-та Премія розваг MBC      | Нагорода жінці-новачку в категорії шоу / ситком                                     | «Секція ТБ»                       | Перемога  | [ 5 ]        |
| 2018 | 32-га Премія KBS драма       | Краща нова акторка                                                                  | «Завтра знову сонячно»            | Перемога  | [ 6 ]        |
| 2019 | 55-та Премія мистецтв Пексан | Краща нова акторка телебачення                                                      | «Завтра знову сонячно»            | Номінація | [ 7 ]        |
| 2019 | 38-ма Премія MBC драма       | Краща акторка другого плану в мінісеріалі що транслювався щопонеділка та щовівторка | «Спеціальний інспектор праці»     | Номінація | [ 8 ]        |
| 2019 | 33-тя Премія KBS драма       | Нагорода за майстерність (акторка серіалу)                                          | «Прекрасне кохання, чудове життя» | Перемога  | [ 9 ] [ 10 ] |
| 2019 | 33-тя Премія KBS драма       | Netizen нагорода (акторки)                                                          | «Прекрасне кохання, чудове життя» | Номінація | [ 9 ] [ 10 ] |
| 2019 | 33-тя Премія KBS драма       | Краща пара (разом з Кім Че Йоном)                                                   | «Прекрасне кохання, чудове життя» | Номінація | [ 9 ] [ 10 ] |
| 2021 | 7-ма Премія «Зірок МААТР»    | Нагорода за майстерність (акторка серіала)                                          | «Прекрасне кохання, чудове життя» | Номінація |              |
| 2022 | Бренд року                   | Висхідна зірка                                                                      | Соль Ін А                         | Перемога  |              |
| 2022 | 30-та Премія SBS драма       | Краща пара (разом з Кім Мін Кю)                                                     | «Ділова пропозиція»               | Перемога  | [ 11 ]       |
| 2022 | 30-та Премія SBS драма       | Нагорода за майстерність (Краща акторка романтичного/комедійного мінісеріалу)       | «Ділова пропозиція»               | Номінація | [ 11 ]       |